# Waiporia egmont
Waiporia egmont är en spindelart som beskrevs av Forster och Norman I. Platnick 1985. Waiporia egmont ingår i släktet Waiporia och familjen Orsolobidae. Inga underarter finns listade i Catalogue of Life.